# Мит за Ер
Митът за Ер е легенда, която включва Държавата на Платон (10.614 – 10.621). Историята е разказ за Kосмоса и задгробния живот, който значително е повлиял религията, философията и науката през вековете.
Митът започва с човек на име Ер (/ɜr/; Greek: Ἤρ, gen.: Ἠρός (не се счита за Ерос); син на Ἀρμένιος, Армений от Памфилия) загинал в битка. Когато телата на тези, които са умрели в битката са събрани, десет дни след смъртта му, тялото на Ер остава неразложено. Два дни след това той възкръсва на погребалното си изгаряне и разказва на останалите за пътуването си до отвъдното, включвайки прераждането, божествените сфери и астрални кръгове. Митът представя идеята, че моралните хора са възнаградени, а неморалните биват наказани след смъртта.
Въпреки че е наречен Мит за Ер, думата „мит“ означава по-скоро „дума, реч, разказ“, не касае толкова нейното модерно значение. Думата е използвана накрая, когато Сократ обяснява, че поради причината, че Ер не е изпил водите от Лете, разказът е бил запазен за нас. Eр от Памфилия е представен като наблюдател на това, което се случва с душата след смъртта и дори преди нея. Авторът прави Ер „пратеник от отвъдното“.

## Легендата за Ер
Митът разказва пътуването на Ер до божественото място, след изгарянето му на клада на бойното поле. Душата на Ер попада на място с четири отвора – два на небето и два на земята. Съдиите на душите стояли между тези отвори и насочвали душите кой път да следват – добрите били насочвани към Небето, а блудните – към Ада. Когато Ер се приближил, съдиите му казали да наблюдава какво се случва, за да може да предаде това, което е научил на човечеството.

В това време, от другия отвор на Небето, чисти души се спускаха, разказвайки красиви гледки и удивителни чувства. Други, завръщайки се от земята се появяваха мръсни, измъчени и изморени, плачещи в отчаяние разказвайки ужасния си опит тъй като всеки от тях е бил заставен да плати десетократно наказание за всички нечестиви дела извършени през съзнателния си живот. Обаче имаше някои, които неможеха да напуснат подземния свят. Убийци, тирани, неполитически престъпници бяха обречени да останат на изхода на подземния свят, от където никой не може да избяга.

## Вретеното на съдбата
В мита се споменава „Вретеното на съдбата“, което представлява Космосът, пазен от сирените и трите дъщери на Богинята на съдбата – Ананке, познати като Мойри, чието задължение е да пазят вретеното. Мойрите, сирените и вретеното се използват в Държавата, отчасти за да помогнат да се обясни как небесните тела се въртят около Земята, според космологията на Платон.
- Сфера 1 – Звезди
- Сфера 2 – Сатурн
- Сфера 3 – Юпитер
- Сфера 4 – Марс
- Сфера 5 – Меркурий
- Сфера 6 – Венера
- Сфера 7 – Слънце
- Сфера 8 – Луна